# St.-Joseph-Kirche (Qala)

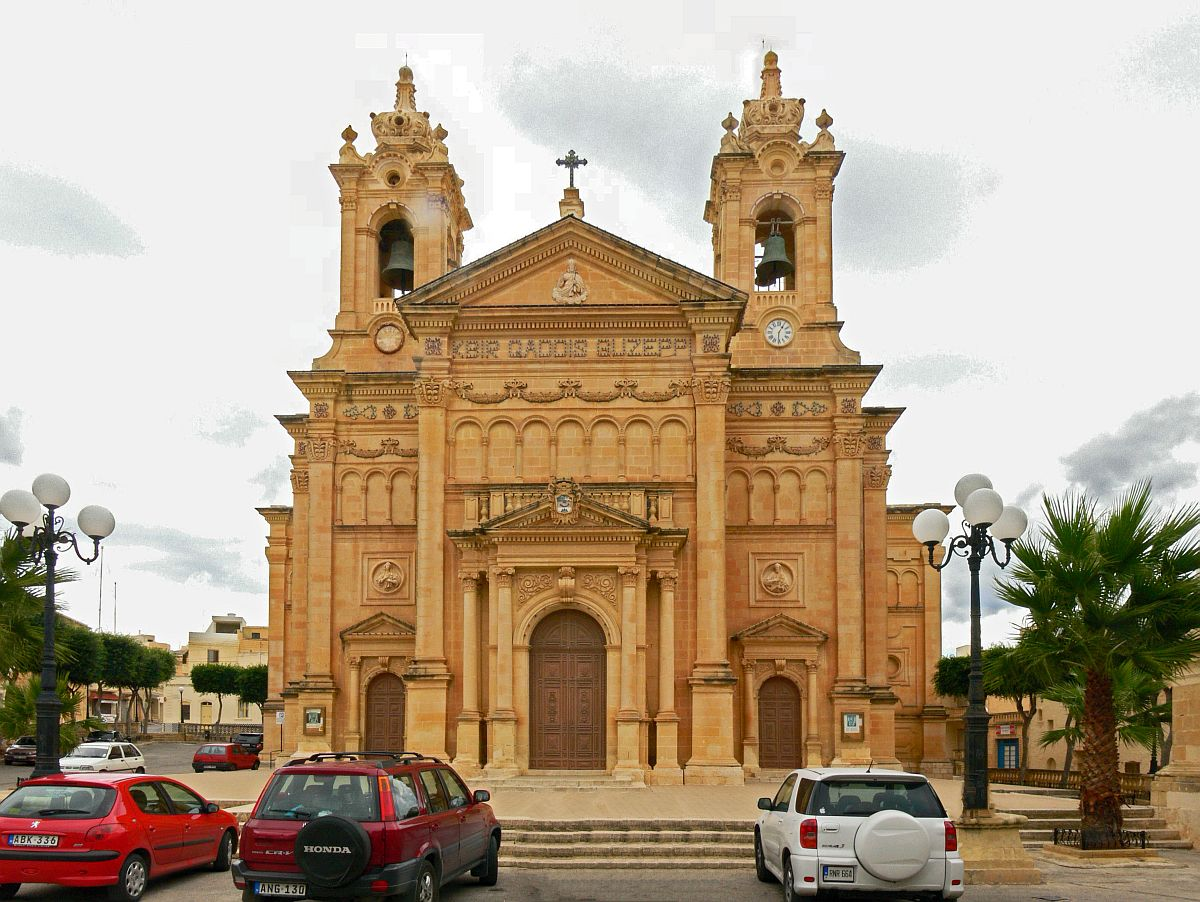
Fassade der St.-Joseph-Kirche in Qala

Die St.-Joseph-Kirche (maltesisch Knisja Parrokjali tal-Immakulata Kunċizzjoni u San Ġużepp, englisch Parish Church of the Immaculate Conception and St. Joseph) ist die römisch-katholische Pfarrkirche von Qala auf der zu Malta gehörenden Insel Gozo. Sie ist unter der Nummer 1035 im National Inventory of the Cultural Property of the Maltese Islands verzeichnet.

## Geschichte
Qala wurde am 3. Februar 1872 – als erste nach Gründung des Bistums Gozo – zur Pfarrei erhoben. Anfangs diente die Church of the Immaculate Conception of Our Lady als Sitz der Pfarrei. Unter Pfarrer Dun Ġużepp Diacono, der später auch die Heilandskirche in Għasri entwarf, wurde am 19. März 1882 der Grundstein für einen Neubau gelegt. Sieben Jahre später war der Bau vollendet. Seine Weihe fand am 8. Mai 1904 statt. Von 1943 bis 1966 wurde die Kirche vergrößert. Am 21. April 1965 wurde die Pfarrei zum Erzpresbyterium erhoben.

## Beschreibung
Die St.-Joseph-Kirche ist, wie viele Gotteshäuser in Malta, im Stil des Neobarock erbaut.
Die Fassade ist streng symmetrisch gestaltet. An den Ecken des Gebäudes finden sich Pilaster, deren Kapitelle laubverziert sind. Über die gesamte Fassade zieht sich ein Fries in Form einer Girlande. Darunter findet sich eine Reihe von Blindfenstern, die von einer Balustrade getragen werden. Das zentrale Eingangsportal wird von einem dreieckigen Giebel überragt, der von Säulen mit ionischen Kapitellen getragen wird.